# Filippo Lancellotti
Filippo Lancellotti (Roma, 17 de agosto de 1732 – 13 de julho de 1794) foi um cardeal italiano da Igreja Católica, prefeito dos Palácios Papais.

## Biografia
De uma família nobre, era o segundo dos oito filhos de Ottavio Lancellotti, príncipe de Lauro, e sua primeira esposa, Maria Angelica Lante Montefeltro della Rovere. Assim, era sobrinho-neto por parte de mãe do cardeal Federico Marcello Lante della Rovere (1743) e parente de Scipione Lancelotti (1583), Orazio Lancelllotti (1611) e Giulio Gabrielli (1641), um Lancellotti por parte de mãe.
Entrou na prelazia romana e o Papa Bento XIV o nomeou protonotário apostólico e cônego da Basílica de São Pedro. Tendo cultivado a poesia, em 1759, foi proclamado príncipe da Accademia degli Infecondi. Foi relator do Sagrada Congregação da Sagrada Consulta, além de segundo assessor do tribunal criminal do governo de Roma, em 1771. Foi coadjutor do eleitor do Tribunal da Assinatura da Justiça, Dom Mario Guarnacci, em maio de 1775; foi eleitor titular depois. Nomeado auditor da Sagrada Rota Romana em novembro de 1778, tomou posse em abril de 1779. Em dezembro de 1786, foi nomeado pró-prefeito dos Palácios Apostólicos e prefeito, em janeiro de 1787.
Foi criado cardeal-diácono pelo Papa Pio VI, no Consistório de 21 de fevereiro de 1794, mas morreu em 13 de julho desse ano, após uma breve doença, sem ter recebido o barrete vermelho nem o título.
Foi velado na igreja de Santa Maria in Vallicella, em Roma, dos Padres Filippini, onde decorreu o funeral, celebrado pelo cardeal Giovanni Battista Caprara, camerlengo do Sacro Colégio dos Cardeais, e sepultado na capela de São Luís Gonzaga, de sua família, na igreja de Sant'Ignazio, em Roma.